# Trichopteryx nagaii
Trichopteryx nagaii är en fjärilsart som beskrevs av Inoue 1958. Trichopteryx nagaii ingår i släktet Trichopteryx och familjen mätare. Inga underarter finns listade i Catalogue of Life.